# Amarinceo
Nella mitologia greca  Amarinceo  è uno dei figli di Pizio.

## Il mito
Amarinceo, generale degli Elei, fu un grande amico del re dell'Elide Augia, che affiancò nel governo quando Eracle, che lo odiava per non aver rispettato i patti dopo la pulizia delle stalle compiuta come quinta fatica, gli fece guerra.

### La morte
Amarinceo fu ucciso durante una guerra successiva da Nestore e seppellito a Buprasio.